# Dalea obreniformis
Dalea obreniformis är en ärtväxtart som först beskrevs av Per Axel Rydberg, och fick sitt nu gällande namn av Rupert Charles Barneby. Dalea obreniformis ingår i släktet Dalea, och familjen ärtväxter. Inga underarter finns listade i Catalogue of Life.